# Liechtenstein na Zimowych Igrzyskach Olimpijskich 1956
Liechtenstein na Zimowych Igrzyskach Olimpijskich 1956 reprezentowało ośmiu zawodników (sami mężczyźni). Był to trzeci start reprezentacji Liechtensteinu na zimowych igrzyskach olimpijskich.

## Skład kadry

### Bobsleje
Mężczyźni
| Osada | Zawodnik                          | Konkurencja | Ślizg 1 | Ślizg 2 | Ślizg 3              | Ślizg 4                   | Łącznie                   | Pozycja                   |
| ----- | --------------------------------- | ----------- | ------- | ------- | -------------------- | ------------------------- | ------------------------- | ------------------------- |
| LIE-1 | Moritz Heidegger Weltin Wolfinger | Dwójki      | 1:28,17 | 1:28,41 | Nie ukończyli ślizgu | Nie ukończyli konkurencji | Nie ukończyli konkurencji | Nie ukończyli konkurencji |

### Narciarstwo alpejskie
Mężczyźni
| Zawodnik          | Konkurencja     | Konkurencja     | Konkurencja   | Konkurencja   | Konkurencja         | Konkurencja         | Konkurencja      | Konkurencja      |
| Zawodnik          | Zjazd           | Zjazd           | Slalom gigant | Slalom gigant | Slalom specjalny    | Slalom specjalny    | Slalom specjalny | Slalom specjalny |
| Zawodnik          | Czas            | Pozycja         | Czas          | Pozycje       | Czas 1-go przejazdu | Czas 2-go przejazdu | Czas łączny      | Pozycje          |
| ----------------- | --------------- | --------------- | ------------- | ------------- | ------------------- | ------------------- | ---------------- | ---------------- |
| Franz Beck        | 3:36,8          | 26.             | 3:52,6        | 59.           | 2:04,0              | 2:13,8              | 4:17,8           | 35.              |
| Leopold Schädler  | 4:23,7          | 40.             | 4:03,3        | 67.           | 2:24,1              | 2:45,8              | 3:09,9           | 53.              |
| Max von Hohenlohe | 5:15,8          | 45.             |               |               |                     |                     |                  |                  |
| Hermann Kindle    | Dyskwalifikacja | Dyskwalifikacja |               |               |                     |                     |                  |                  |
| Theodor Sele      |                 |                 | 4:09,5        | 70.           | 2:16,7              | 2:31,1              | 4:47,8           | 45.              |
| Ewald Eberle      |                 |                 | 4:11,6        | 73.           | 2:22,2              | 2:39,6              | 5:01,8           | 49.              |